# Rodrigo Arenas Betancourt
Rodrigo Arenas Betancourt (El Uvital, área rural de Fredonia, Antioquia, 23 de octubre de 1919 - Medellín, 14 de mayo de 1995) fue un escultor y escritor colombiano.
Es considerado uno de los artistas colombianos más prolíficos y apreciados nacional e internacionalmente. Sus obras se caracterizan por ser gigantes, melodramáticas y espectaculares, resaltando en muchas de ellas a los grandes personajes de la historia colombiana así como sus importantes gestas y obras. Muchas de sus esculturas son monumentos públicos, encontrándose casi la totalidad de su trabajo en diferentes ciudades de Colombia y México. Algunos trabajos que no fueron concebidos para ser exhibidos en público permanecen en Caldas (Antioquia) bajo el cuidado de su esposa, María Elena Quintero de Arenas, y sus cinco hijos. Fue un escultor en serie que siempre trabajó con bronce, concreto y acero, aunque algunos de sus primeros trabajos también incluyeron la terracota. Ganó el Premio Salón Nacional de Artistas de Colombia en 1975, otorgado por Colcultura.

## Biografía
Fue hijo de una pareja de campesinos antioqueños. En su niñez se dedicaba a ayudar a sus padres en labores de agricultura en Fredonia, su pueblo natal. Luego de terminar sus estudios básicos de primaria, tuvo una fugaz experiencia como seminarista entre los años 1931 y 1932 en el Seminario de Misiones de Yarumal. Hacia 1938 comenzó a desarrollar su faceta de escultor haciendo tallado de Cristos en madera y también como ayudante en la construcción de obras para diferentes escultores y muralistas, como Pedro Nel Gómez y Bernardo Vieco Ortiz. Estudió en el Instituto de Bellas Artes de Medellín y en la Escuela de Bellas Artes de la Universidad Nacional de Colombia (Bogotá), entre los años 1939 y 1941. En 1944 decide establecerse en México para desarrollar estudios en la Academia de San Carlos y en la Asociación Libre de Arte La Esmeralda. Durante su estancia en este país, alternaba sus estudios en artes plásticas con trabajos relacionados con su faceta artística. Fue ayudante de escenografía en los Estudios Azteca, escritor y columnista en medios impresos, escultor y fotógrafo de arte. Fue maestro de Arte en la Escuela de Artesanías Ciudadela de México, de la cual también fue uno de sus fundadores.
Entre los años 1959 y 1966 estuvo trabajando en los Estados Unidos y de allí parte a Europa, donde residió hasta finales de 1966. Durante su estancia en el Viejo Continente, Arenas Betancourt también se desempeñó como Ministro Consejero de la Embajada de Colombia en Italia. Al regresar a Colombia definitivamente, a comienzos del año 1967, establece su taller de arte en el municipio de Caldas (Antioquia), donde contaba con colaboradores principiantes y algunos experimentados. En su país también se desempeñó como asesor artístico de la Universidad de Antioquia.
Durante su carrera profesional trabajó sobre diferentes materiales. Hay desde dibujos, retratos y acuarelas hasta las obras gigantes que mezclan acero y concreto. Fue también un hábil escultor que utilizó yeso, madera, basalto, piedra, bronce y terracota, entre otros. Desde inicios de la década de 1950 comenzó a realizar sus obras más grandes, generalmente encargadas por entidades gubernamentales, empresas privadas y algunas simplemente desarrolladas por su gusto personal.
Cuauhtémoc, una de sus grandes esculturas creada entre los años de 1953 y 1954, con 18 metros de altura y elaborada en bronce y basalto, que fuera encargada expresamente por el gobierno mexicano para ser instalada en el Edificio de la Secretaría de Comunicaciones y Obras Públicas (SCOP) de Ciudad de México, resultó irreparablemente dañada en el terremoto de México de 1985.
El 18 de octubre de 1987 fue secuestrado por las FARC en Caldas (Antioquia), cuando viajaba junto a su esposa y sus hijos. Fue liberado el 1 de enero de 1988 tras 81 días de cautiverio, luego de que su familia pagara una fuerte suma de dinero que exigieron sus secuestradores. Durante este periodo se dedicó a realizar dibujos en un cuaderno y a escribir sus experiencias en cautiverio, lo que posteriormente fue la base para la creación y publicación de su libro Los pasos del condenado.
Falleció en la Clínica El Rosario de Medellín en 1995 a causa de cáncer de hígado. Sus restos reposan en Fredonia.

## Obras destacadas
Entre sus obras más destacadas y que actualmente se exhiben de forma pública se encuentran las siguientes:
| Obra                                                                                           | Imagen | Fecha de construcción          | Altura                            | País     | Ubicación |
| ---------------------------------------------------------------------------------------------- | ------ | ------------------------------ | --------------------------------- | -------- | --- |
| Prometeo (y Quetzalcoátl)                                                                      |        | 1951 - 1952                    | 7,7 m                             | México   | Facultad de Ciencias Exactas de la Universidad Nacional Autónoma de México (UNAM), Ciudad de México |
| La Oración al Proscrito                                                                        |        | 1957                           | 3,6 m                             | Colombia | Aeropuerto Internacional ElDorado, Bogotá |
| Prometeo Encadenado                                                                            |        | 1957                           | 2,5 m                             | Colombia | Fachada Sede Alterna Museo de Antioquia, Medellín (Antioquia) |
| La Guacamaya Herida                                                                            |        | 1959                           | 2,5 m                             | México   | Obra en concreto. Fraccionamiento Lomas de Cuernavaca, Cuernavaca (Morelos) |
| Cabezas monumentales de los héroes de la Revolución Mexicana: Moreno, Hidalgo, Juárez y Zapata |        | 1959 - 1960                    | 2,5 m cada una                    | México   | Ubicadas en diferentes lugares |
| Bolívar Desnudo                                                                                |        | 1956 - 1962 Inaugurada en 1963 | 10 m                              | Colombia | Plaza de Bolívar, Pereira (Risaralda) |
| Homenaje al General José María Córdova                                                         |        | 1957 - 1964                    | 6 m                               | Colombia | Parque Principal, Rionegro (Antioquia) |
| Prometeo (Monumento a los Fundadores)                                                          |        | 1965                           | 10 m                              | Colombia | Carrera 13 con Calle 13, Avenida Circunvalar, Pereira (Risaralda) |
| Largo Viaje del Vientre al Corazón del Fuego                                                   |        | 1964 - 1966                    | Dos paneles de 3 x 8,5 m cada uno | Colombia | Fachada de edificio de la Beneficencia de Antioquia, Av. Sucre con Ayacucho, Medellín (Antioquia) |
| Cristo Cayendo (Cristo Prometeo)                                                               |        | 1965 - 1968                    | 6 m                               | Colombia | Patio Central del Bloque 16 de la Universidad de Antioquia, Medellín (Antioquia) |
| Prometeo Encadenado                                                                            |        | 1967 - 1968                    |                                   | Colombia | Plazoleta Principal de la Universidad Tecnológica de Pereira, Pereira (Risaralda) |
| El Flautista y el Perro                                                                        |        | 1969                           | 1,6 m                             | Colombia | Edificio San Ignacio, Universidad de Antioquia, Medellín (Antioquia) |
| El Hombre Creador de Energía (Prometeo)                                                        |        | 1968 - 1970                    | 18 m                              | Colombia | Plazoleta Central de la Universidad de Antioquia, Medellín (Antioquia) |
| Lanceros del Pantano de Vargas                                                                 |        | 1968 - 1971                    | 33 m                              | Colombia | Paipa (Boyacá). Es el monumento y/o escultura más grande de Colombia. Fue declarado Monumento Nacional por medio del Decreto 1744 del 1 de septiembre de 1975. |
| La Vida (Tentación del Hombre Infinito)                                                        |        | 1971 - 1974                    | 14 m                              | Colombia | Plazoleta Edificio Suramericana de Seguros, Medellín (Antioquia) |
| Monumento en homenaje a la Cacica Gaitana                                                      |        | 1974                           | 21 m                              | Colombia | Av. Circunvalar con Calle 4, Neiva (Huila) |
| El Prometeo de la Libertad (Monumento a Las Bananeras)                                         |        | 1974 - 1978                    | 14 m                              | Colombia | Esta obra fue diseñada para ser instalada en Curazao. Finalmente se instaló en la Plaza de los Mártires, Ciénaga (Magdalena) |
| Monumento al Esfuerzo                                                                          |        | 1978                           | 12 m                              | Colombia | Plaza de Bolívar, Armenia (Quindío) |
| El Desafío de la Raza                                                                          |        | 1980                           | 18 m                              | Colombia | Sede del Banco Popular, Parque Berrío, Medellín (Antioquia) |
| La Creación                                                                                    |        | 1981 - 1983                    | 18 m                              | Colombia | Av. La Playa (Cl. 52) con Av. Oriental (Cr. 46) Edificio Vicente Uribe Rendón, Medellín (Antioquia) |
| John Lennon (desnudo)                                                                          |        | 1982                           | 2,8 m                             | Colombia | Obra solicitada por encargo de la que se hicieron tres fundiciones originales. Una estaba en la Posada Alemana en Salento (Quindío), encargada por Carlos Lehder. Desde 2003 se desconoce su ubicación. Otra se conserva en la colección privada de la familia y la última se encuentra la entrada del Hotel Nebraska de Doradal, corregimiento de Puerto Triunfo (Antioquia).                  |
| Monumento a Porfirio Barba Jacob                                                               |        | 1982 - 1983                    | 5,5 m                             | Colombia | Parque Principal, Santa Rosa de Osos (Antioquia) |
| La Familia (La Nueva Vida)                                                                     |        | 1984                           | 9 m                               | Colombia | Se diseñó originalmente para ser parte del parque principal de Fredonia (Antioquia), pero esta idea no se concretó. Fue ubicada desde 1986 en el Edificio Mónaco de Medellín (Antioquia), antigua residencia propiedad de Pablo Escobar Gaviria. Fue desmontada en 2018, unos meses antes de la demolición del edificio. Desde 2020 forma parte de la colección de arte del Museo de Antioquia. |
| Cristo Libertador Latinoamericano                                                              |        | 1978 - 1985                    | 15 m                              | Colombia | Catedral Metropolitana María Reina y Auxiliadora, Barranquilla (Atlántico) |
| Monumento a la Raza                                                                            |        | 1988                           | 38 m                              | Colombia | Centro Administrativo La Alpujarra, Medellín (Antioquia) |
| Hermano Caballo                                                                                |        | 1990                           | 1,7 m (sin pedestal)              | Colombia | Barrio El Poblado, frente a la urbanización Vegas de Zúñiga, Avenida Las Vegas con Calle 18C Sur, Medellín (Antioquia) |
| Bolívar Cóndor                                                                                 |        | 1991                           | 17 m                              | Colombia | Plaza de Bolívar, Manizales (Caldas) |
| La Revolución en Marcha                                                                        |        | 1994                           | 6,5 m                             | Colombia | Plaza Alfonso López, Valledupar (Cesar) |
| Monumento a los Fundadores                                                                     |        | 1995                           | 22 m                              | Colombia | Parque de los Fundadores, Villavicencio (Meta) |
| Dios Mercurio                                                                                  |        | Inaugurada en 1997             | 1,5 m                             | Colombia | Estación San Antonio, Metro de Medellín, Medellín (Antioquia) |
| Dios Mercurio                                                                                  |        |                                | 5 m                               | Colombia | Plazoleta Mercurio, entre Calles 5 y 6 con Carreras 9 y 10, frente al edificio de Fenalco, Cali (Valle). Idéntica a la localizada en Medellín excepto por su terminación en color cobre y estar montada sobre un pedestal. |
| Los Potros                                                                                     |        |                                | 4 m                               | Colombia | Av. La Toma con Carrera 2, Neiva (Huila) |
| El Flautista y la bailarina                                                                    |        |                                |                                   | Colombia | Centro Administrativo Municipal, Itagüí (Antioquia) |
| El flautista y la bailarina                                                                    |        |                                | 3,5 m                             | Colombia | Parque Lleras, esquina de la Calle 9A con Carrera 40, Medellín (Antioquia) |
| El Dios Pan                                                                                    |        |                                |                                   | Colombia | |
| El Juárez                                                                                      |        |                                |                                   | México   | Puebla |
| Cristo sin Cruz                                                                                |        |                                |                                   | Colombia | Pereira |
| El Águila que Cae                                                                              |        |                                |                                   | México   | Frente a la torre de comunicaciones, Ciudad de México |
| Cristo Moreno                                                                                  |        |                                |                                   | Colombia | San Benito Abad, Sucre |

## Libros publicados
- Crónicas de la errancia, del amor y de la muerte. Ensayo autobiográfico, 1976
- Los pasos del condenado, 1988
- Memorias de Lázaro, 1994
- Una propia y definitiva expresión: conferencias y discursos, 1999